# Bahnhof Bamberg
Der Bahnhof Bamberg ist der Personenbahnhof der kreisfreien Stadt Bamberg in Oberfranken. Er wird als Knotenbahnhof von Regional- und Nahverkehrszügen der Deutschen Bahn und der Agilis-Eisenbahngesellschaft sowie von IC- und ICE-Zügen bedient. Der Bahnhof liegt an den Bahnstrecken Nürnberg–Bamberg, Bamberg–Hof und Bamberg–Rottendorf. Er besitzt sieben Bahnsteiggleise.
Täglich halten 152 Regional- und 27 Fernverkehrszüge (Stand 2016). 2016 wurden etwa 15.000 Reisende täglich gezählt. Das machte ihn zum meistfrequentierten Bahnhof Oberfrankens.

## Lage
Der Bahnhof befindet sich im Osten der Stadt, nordöstlich des rechten Regnitzarms. Er wird umrahmt von der Ludwigstraße im Westen, der Starkenfeldstraße im Süden, welche die Bahnanlagen auf einer Brücke überquert, der Brennerstraße im Osten und der Zollnerstraße mit einer Unterführung unter den Gleisen im Norden. Eine Unterführung vom Gleistunnel zur Brennerstraße, die im neuen Radhaus aufgeht, wurde seit 2010 durchbrochen und im März 2012 eröffnet. Auf dem Bahnhofsvorplatz trifft die Luitpoldstraße aus der Stadtmitte auf die Ludwigstraße. Das Empfangsgebäude mit der Adresse Ludwigstraße 6 befindet sich westlich der Bahnanlagen.
Im Bahnhof Bamberg treffen drei zweigleisige und elektrifizierte Hauptbahnen aufeinander. Die Bahnstrecke Nürnberg–Bamberg (Strecke 5900) ist Teil des Verkehrsprojekts Deutsche Einheit Nr. 8 (VDE 8) und wird im Fern-, Regional- und Güterverkehr befahren. Als Fortsetzung beginnt in Bamberg die Bahnstrecke Bamberg–Hof (Strecke 5100), die im Abschnitt bis Hochstadt-Marktzeuln ebenfalls eine elektrifizierte Magistrale im Fern- und Güterverkehr darstellt. Ebenfalls beginnt in Bamberg die Bahnstrecke nach Rottendorf bei Würzburg (Strecke 5102), die im Regional- und Güterverkehr befahren wird. Zudem beginnt im Bahnhof eine eingleisige und nicht elektrifizierte Strecke zum Hafen Bamberg am Main-Donau-Kanal (Strecke 5101), auf der ausschließlich Güterverkehr stattfindet. Diese Strecke wird durch die bayernhafen Gruppe betrieben. Bis 2001 war Bamberg Ausgangspunkt einer eingleisigen und nicht elektrifizierten Nebenbahn nach Scheßlitz (Strecke 5114), die ab 1985 nur noch im Güterverkehr befahren wurde.

## Geschichte

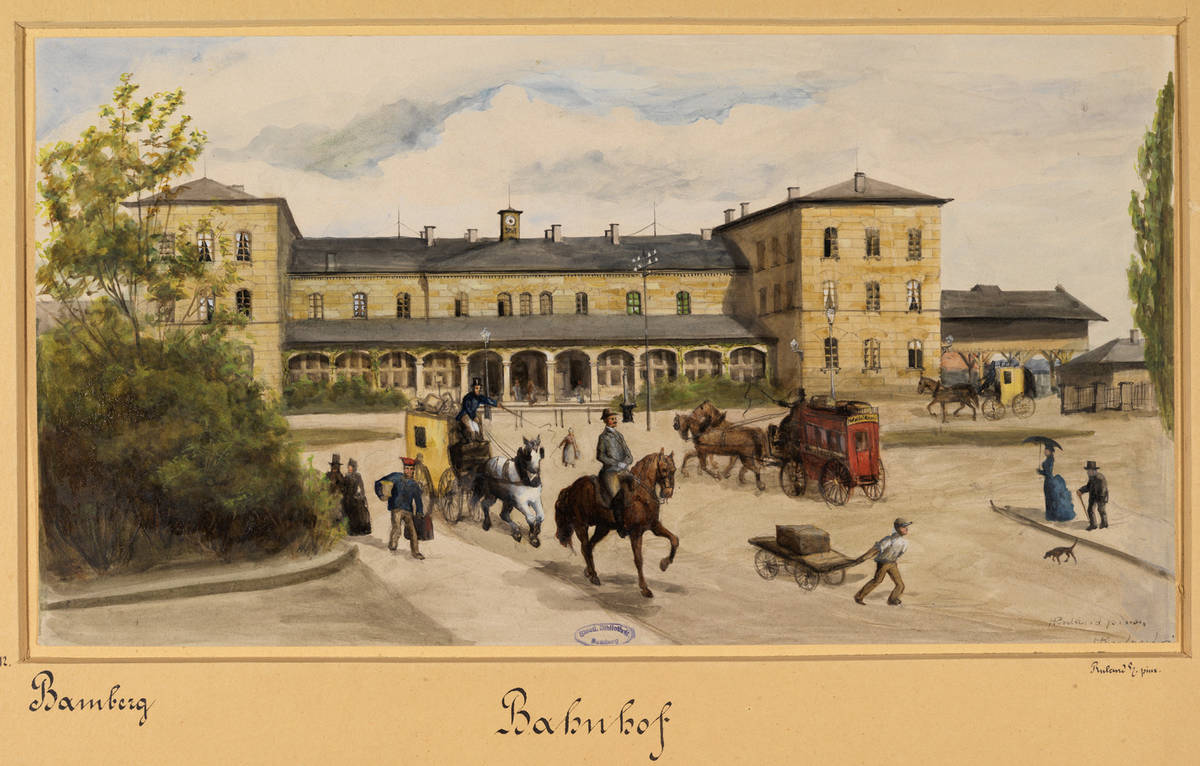
Bahnhof Bamberg im 19. Jahrhundert

Empfangsgebäude mit Pferdedroschken und Straßenbahn, um 1898

Der Bahnhof wurde im Jahr 1844 als Endbahnhof der Bahnstrecke Nürnberg–Bamberg von den Königlich Bayerischen Staatseisenbahnen in Betrieb genommen. Am 25. August 1844 fuhr der erste Zug in den Bahnhof ein, offiziell begann der Betrieb jedoch erst im Oktober desselben Jahres. Kurz nach seiner Eröffnung, im April 1845, wurde der Bahnhof Sitz des Königlich Bayerischen Bahnamtes Bamberg. 1846 verlängerte man die Bahnstrecke nach Norden in Richtung Hof. Die Bauarbeiten am Empfangsgebäude dauerten zu diesem Zeitpunkt noch an; es wurde im September 1846 eröffnet. Das Gebäude entwarf der Architekt Georg Friedrich Christian Bürklein, der durch die Planung mehrerer Bahnhofsbauten in Bayern bekannt wurde.
1852 wurde der Bamberger Bahnhof an die Bahnstrecke Bamberg–Rottendorf angeschlossen und somit zum Eisenbahnknoten. Das Empfangsgebäude wurde vergrößert und erhielt ein zusätzliches Stockwerk. Dieser Umbau war 1858 beendet. 1866 ging das erste Stellwerk am Bahnhof Bamberg in Betrieb.
Von 1897 bis 1922 befand sich auf dem Bahnhofsvorplatz der wichtigste Knoten der Straßenbahn Bamberg. Die Haltestelle dort wurde von drei der insgesamt vier Linien des Netzes bedient. Nachdem die Straßenbahn stillgelegt worden war, begann erst 1924 ein Ersatzbetrieb mit Omnibussen.
Der Bahnhof erhielt im Jahr 1908 Anschluss an die Eisenbahnstrecke nach Scheßlitz und es entstand das Bamberger Bahnbetriebswerk. Aufgrund dieser betrieblichen Bedeutungszunahme wurde das Empfangsgebäude zwischen 1900 und 1908 nochmals erweitert und erhielt einen Vorbau.
1939 elektrifizierte die Deutsche Reichsbahn den Bahnhof zusammen mit den Strecken nach Hof und Nürnberg, da er ein Halt der bedeutenden Fernverbindung Berlin–München war. Aufgrund der Schäden, die der Bahnhof während des Zweiten Weltkriegs erlitten hatte, wurde seine Bedeutung für den Fernverkehr in den folgenden Jahren wieder geringer. Obwohl der Wiederaufbau schnell verlief, nahm der Fernverkehr am Bahnhof Bamberg weiter ab, da in der sowjetischen Besatzungszone die Fahrdrähte 1946 wieder abgebaut wurden.
1948 wurde das mechanische durch ein elektromechanisches Stellwerk ersetzt.
Mit der Inbetriebnahme der Neubaustrecke Ebensfeld–Erfurt wurde seit Dezember 2017 in Bamberg ein stündlicher ICE-Systemhalt in beiden Richtungen angeboten. Aufgrund von Baustellen gab es im Jahresfahrplan 2018 noch einige Taktlücken. Ab dem Jahresfahrplan 2019 wurde der Stundentakt hergestellt. Zudem hält seit Dezember 2017 einmal täglich ein IC der Linie Leipzig–Karlsruhe.

### Ausblick
Der Ausbau des Streckenabschnitts zwischen Strullendorf und Hallstadt einschließlich des Bahnhofs Bamberg ist Gegenstand des Planfeststellungsabschnitts 22 des Verkehrsprojekts Deutsche Einheit Nr. 8. Das Planfeststellungsverfahren wurde 1994 eingeleitet, nach einer Erörterung wurde 1996 eine erste Planänderung eingebracht, 1998 folgte eine zweite. Das Verfahren ruhte ab 1998.
Mit einem dritten Planänderungsverfahren wurde die Planfeststellung inzwischen weitergeführt. Darin gingen die Ergebnisse der Öffentlichkeitsbeteiligung sowie „technische, gesetzliche, wirtschaftliche und räumliche Änderungen“ im Planfeststellungsabschnitt 22 ein. Wesentlicher Bestandteil ist der ebenerdige viergleisige Ausbau durch Bamberg. Der Spurplan wurde angepasst, um Richtungsverkehre zu entflechten und auf den Schnellfahrgleisen bis zu 230 km/h zuzulassen. Zu den weiteren Änderungen zählen u. a. ein neuer Haltepunkt Bamberg Süd, Änderungen an Abstellanlagen sowie die Verlängerung der Gütergleise auf bis zu 740 m. Die zugehörigen Unterlagen wurden ab dem 8. Februar 2021 ausgelegt. Aufgrund einer fehlerhaften Unterlage in der Online-Auslegung wurde die öffentliche Auslegung bis 31. März 2021 verlängert, die Einwendungsfrist bis 14. April 2021. Bei einer weiteren Auslegung, im September 2023, waren Unterlagen durch die Regierung von Oberfranken fehlerhaft veröffentlicht worden. Die Auslegung soll nunmehr Anfang 2024 wiederholt werden. Dadurch kommt es zu Verzögerungen von einem halben bis einem dreiviertel Jahr. Auch Anfang Januar 2024 wurde die Auslegung durch die Regierung von Oberfranken nicht durchgeführt. Da die Planungsunterlagen nicht rechtssicher sind, muss die DB InfraGO überprüft werden. Solange wird es keine erneute Auslegung geben.
Am 18. Februar 2017 sprach sich die CSU als größte Stadtratsfraktion für den Bestandsausbau aus. Anfang März 2018 stimmte der Stadtrat für einen ebenerdigen Ausbau der Bestandsstrecke. Die beiden äußeren Gleise sollten dabei für 230 km/h ausgelegt werden, die beiden inneren für 160 km/h. Die Anbindung der Strecke nach Schweinfurt sollte für 100 km/h angelegt werden. Der Abschluss der Baufinanzierungsvereinbarung für die Hauptbaumaßnahme ist für 2022 vorgesehen. Erste bauvorbereitende Maßnahmen sind ab 2021 geplant. Unter anderem sollen die Bahnsteigkanten an den Gleisen 3 und 6 bauzeitlich verlängert werden.
Der Baubeginn der Hauptbaumaßnahme war 2019 ab dem Jahr 2023 vorgesehen. Der Abschluss der Hauptbaumaßnahme sollte im Jahr 2030 erfolgen. Der Gesamtwertumfang der Maßnahme im Knoten Bamberg beträgt etwa eine Milliarde Euro. Für den viergleisigen Ausbau des acht Kilometer langen Abschnitts stellt die Bundesrepublik Deutschland 880 Millionen Euro bereit.
Die Deutsche Bahn plant, spätestens ab Dezember 2028 eine IC-Linie von Bamberg über Würzburg und Stuttgart nach Tübingen einzurichten.
Bis Ende 2021 sollten zwei Bahnsteige auf 405 Meter verlängert werden, um den Halt längerer ICE-Züge zu ermöglichen. Das Eisenbahn-Bundesamt genehmigte den Umbau im Frühjahr 2020. Außerdem genehmigt wurde der Bau eines neuen Stellwerks und die Ausrüstung des Bahnhofs mit dem Zugbeeinflussungssystem ETCS. Die Bahnsteigverlängerung an den Gleisen 3 und 6 erfolgte im Spätsommer 2021.

## Infrastruktur

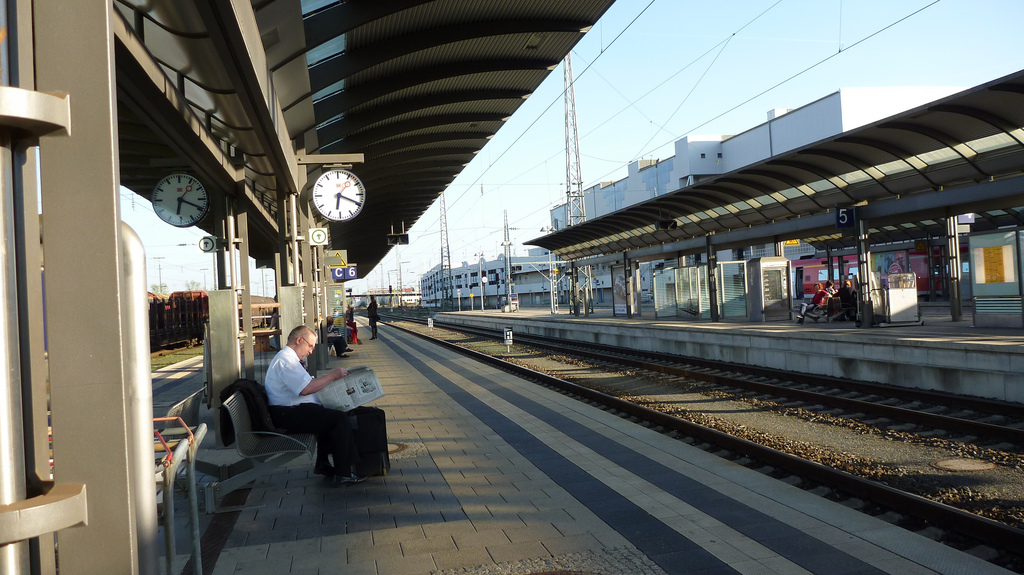
Bahnsteige, Blickrichtung Südosten

Der Bahnhof besitzt sieben Durchgangsgleise an vier Bahnsteigen, wobei sich Gleis 1 am Hausbahnsteig befindet. Das siebte Gleis trägt die Nummer 8. Alle Bahnsteige sind überdacht und verfügen über digitale Zugzielanzeiger. Sie sind über eine Fußgängerunterführung mit dem Hausbahnsteig verbunden. Der Bahnhof ist behindertengerecht mit Aufzügen ausgestattet.

### Empfangsgebäude

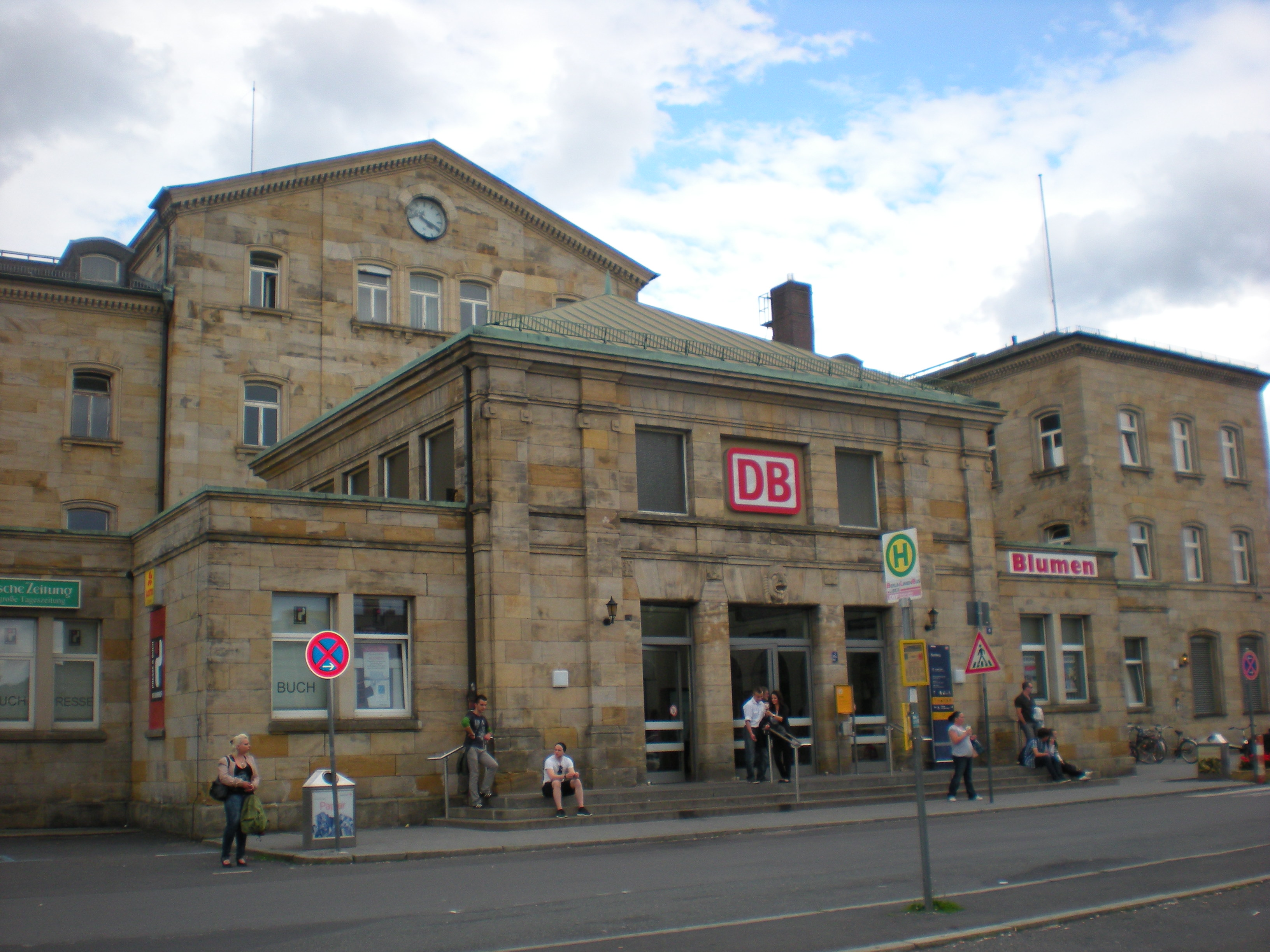
Empfangsgebäude

Das dreistöckige historische Empfangsgebäude aus Sandstein mit drei Flügeln verfügt über einen leicht erhöhten Mittelrisalit, an den sich ein zweistöckiger Vorbau anschließt, sowie über ein flaches, mit Ziegeln gedecktes Walmdach. Das Dach des Vorbaus besteht aus Metall. Ursprünglich war der Bahnhof mit einem Fürstenzimmer ausgestattet, das nicht erhalten geblieben ist. Nördlich neben dem Empfangsgebäude stehen drei Bahnhofsnebengebäude unter Denkmalschutz. Im Bahnhofsgebäude gibt es ein Reisezentrum und Einkaufsmöglichkeiten sowie ein gastronomisches Angebot.

### Bahnsteigdaten
| Gleis | Länge in m | Höhe in cm | reguläre Nutzung (hauptsächlich) |
| --- | ---------- | ---------- | --- |
| 1 | 140        | 55         | - → Würzburg - → Frankfurt (Main) |
| 2 | 370        | 76         | - → Lichtenfels – Kronach - → Forchheim - → Würzburg - → Frankfurt (Main) |
| 3 | 405        | 76         | - IC 17 → Wien - IC 61 → Karlsruhe - ICE 18 → München - ICE 28 → München - → Forchheim - → Nürnberg - → Nürnberg - → Nürnberg - RE 28→ Nürnberg                                                                                    |
| 4 | 197        | 76         | - → Coburg – Sonneberg (Thür) - → Würzburg - → Bayreuth - → Hof (Saale) - RE 38 -> Bayreuth -Nürnberg |
| 5 | 197        | 76         | - → Nürnberg – Neumarkt (Oberpfalz) |
| 6 | 405        | 76         | - IC 17 → Warnemünde - IC 61 → Leipzig - ICE 18 → Berlin Gesundbrunnen / Hamburg-Altona - ICE 28 → Berlin Gesundbrunnen / Hamburg-Altona - → Saalfeld (Saale) - → Coburg – Sonneberg (Thür) - → Würzburg - RE 28→ Sonneberg (Thür) |
| 8 | 378        | 76         | - → Ebermannstadt - → Lichtenfels - → Lichtenfels – Kronach - → Ebern - → Forchheim |
| Hinweis: Die Züge der Regionalbahnlinie RB 22 Richtung Lichtenfels sowie RB 26 Richtung Forchheim fahren regulär von verschiedenen Gleisen ab. |            |            | |

## Verkehr
Bamberg wird von folgenden Kursbuchstrecken berührt:
- 810: Bamberg – Schweinfurt – Würzburg[23]
- 820: Nürnberg – Bamberg – Lichtenfels – Coburg – Sonneberg (Thür)[24]
- 826: Bamberg – Breitengüßbach – Ebern[25]
- 850: Bamberg – Lichtenfels – Hof/Bayreuth[26]
- 890.1: Bamberg – Erlangen – Fürth – Nürnberg – Neumarkt (Oberpf)[27]

### Fernverkehr
Bamberg wird im Fernverkehr im Zweistundentakt von ICE-Zügen der Linie ICE 28 von Hamburg über Berlin über Leipzig nach München sowie ebenfalls im Zweistundentakt von Zügen der Linie 18 von Hamburg und Berlin über Halle (S) nach München bedient. Beide Linien fahren seit Dezember 2017 über Erfurt statt über Saalfeld und Jena. Es kamen ICE T und ICE 1 als Ersatz zum Einsatz, welche ab 2019 durch ICE 4 ersetzt wurden. Außerdem verkehrt zweistündig der Intercity der Linie IC 61 nach Leipzig bzw. Karlsruhe (IC2).
Zum Fahrplanwechsel am 15. Dezember 2013 stieg die Zahl der täglichen ICE-Halte von 18 auf 24.
Zum Fahrplanwechsel im Dezember 2019 soll das ICE-Angebot von täglich bis zu 29 auf bis zu 31 weiter erhöht werden. Damit soll ein weitgehender Stundentakt nach Berlin und München entstehen.
Aufgrund des Einsatzes der von der Westbahn übernommenen Stadler KISS-Wagengarnituren auf der neuen IC-Linie zwischen Dresden und Rostock kommt es zu einer nächtlichen Überführungsfahrt vom Werk in Wien auf die besagte Strecke. Wegen dieser Fahrt hat seit März 2020 der Bahnhof Bamberg einen weiteren Intercity-Halt.
Im ersten Quartal 2021 verkehrte ein Zug (1731) der Linie 15 (Eisenach – Berlin) als Ersatz für einen Zug auf dem regulären Fahrtverlauf der Linie 28 (Zug 1604) statt ab Eisenach zwischen Nürnberg und Berlin über Bamberg.
Am 11. Mai 2021 gab Flixtrain bekannt, dass Bamberg ins Netz aufgenommen und regelmäßig bedient wird. Seit dem 17. Juni 2021 war ein Zugpaar der FLX 35-Linie Hamburg-Leipzig als Weiterleitung nachts (FLX 35N) zwischen Leipzig, Jena und Nürnberg nach München unterwegs. Durchführendes Eisenbahnverkehrsunternehmen war die IGE. Diese Verbindung ist im Winterfahrplan 21/22 auf der Unternehmensseite nicht mehr aufgeführt und wurde zum Dezemberfahrplanwechsel 2021 eingestellt.
| Linie  | Strecke | Frequenz               | Fahrzeugmaterial    | Betreiber      |
| ------ | --- | ---------------------- | ------------------- | -------------- |
| ICE 18 | Hamburg – Berlin – Halle – Erfurt – Bamberg – Nürnberg (– Ingolstadt bzw. Augsburg) – München | Zweistundentakt        | ICE 1 (kurz); ICE T | DB Fernverkehr |
| ICE 28 | Hamburg – Berlin – Leipzig – Erfurt – Bamberg – Nürnberg (– Ingolstadt) – München | Zweistundentakt        | ICE 4 (12); ICE T   | DB Fernverkehr |
| IC 17  | Rostock – Berlin – Leipzig – Halle – Jena – Saalfeld – Lichtenfels – Bamberg – Fürth – Nürnberg – Regensburg – Passau – Wien | ein Zugpaar über Nacht | Stadler KISS        | DB Fernverkehr |
| IC 61  | Leipzig – Weißenfels – Naumburg – Jena Paradies – Jena-Göschwitz – Saalfeld – Kronach – Lichtenfels – Bamberg – Erlangen – Nürnberg – Ansbach – Crailsheim – Ellwangen – Aalen – Schwäbisch Gmünd – Stuttgart – Vaihingen – Mühlacker – Pforzheim – Karlsruhe | fünf Zugpaare          | Intercity 2         | DB Fernverkehr |

### Regionalverkehr
Bamberg wird vom Regionalexpress- und Regionalbahnverkehr der DB Regio Bayern sowie vom Regionalbahnverkehr der Privatbahn Agilis bedient. Während die Agilis mit ihrem Netz Nord das Dieselnetz Oberfranken mit einer stündlichen Regionalbahnlinie nach Ebern (RB 26) fährt und mit einzelnen Verlängerungen über Lichtenfels ihre Fahrzeuge vom Typ Stadler Regio-Shuttle RS 1 vom oben genannten Netz nach Bamberg und auf das Teilstück der Wiesenttalbahn bis Ebermannstadt (RB 22) schickt, betreibt der frühere Monopolist Deutsche Bahn den größeren Regionalverkehr in Bamberg.
Der Franken-Thüringen-Express fährt auf dem E-Netz-Franken mit vier Expresslinien, die alle in Nürnberg beginnen sowie mit einer Regionalbahn (RB 25) von Bamberg nach Lichtenfels und Kronach. Mit den Zielen Saalfeld (RE 14) und Würzburg (RE 20) werden die Elektrotriebfahrzeuge in Bamberg geteilt, während die Fahrzeuge der Endziele Sonneberg (RE 28) und Saalfeld (RE 14) in Lichtenfels geteilt werden. Der Expresszug nach Sonneberg über Coburg (RE 19) dient als Regionalverbindung auf der neuen Schnellfahrstrecke Nürnberg–Erfurt. Fünf Zugpaare verkehren täglich weiter über die Schnellfahrstrecke als RE 29 nach Erfurt. Jede Linie ist täglich im Zwei- bzw. Einstundentakt unterwegs. Durch Linienüberlagerungen ergibt sich auf vielen Strecken mindestens ein Stundentakt, zwischen Bamberg und Nürnberg ein Halbstundentakt.
In Bamberg beginnen zwei der vier Linien des Main-Saale-Express, deren Zugtrennung von einer Neigetechnik-Doppeltraktion im gemeinsamen Bahnhof der Gemeinde Neuenmarkt und des Marktes Wirsberg praktiziert wird. Dort fahren die RegioSwinger-Fahrzeuge der Linie 35 nach Hof und die der Linie 32/38 nach Bayreuth, welche viermal am Tag die Verbindung Nürnberg-Bayreuth zum Stundentakt verdichtet.
Die zwei Linien des Main-Spessart-Express (MSX) enden Bamberg. Die Linie RE 54 fährt von Frankfurt bis Bamberg über Würzburg. Einzelne Zugpaare sind Verlängerungen des zwischen Frankfurt und Würzburg verkehrenden Zweistundentaktes (RE 55), die dann bis Bamberg ab und die erstgenannte Linie des MSX ersetzen. Am Wochenende verkehren zwei Zugpaare derselben Linie als Freizeit-Express Frankenland, die ab Gemünden ohne Halt in Würzburg über die Werntalbahn bis Schweinfurt nach Bamberg fahren. Vierteilige Doppelstock-Triebzüge der DB-Baureihe 445 „Bombardier Twindexx Vario“ sind auf der Main-Spessart-Express-Linie unterwegs.
Die Mainfrankenbahn (RB 53) verkehrt stündlich zwischen Bamberg und Würzburg auf dem E-Netz Würzburg. Einzelne Zugpaare haben verschiedene Endziele wie Gemünden, Jossa und Sterbfritz bis Schlüchtern. Zu Schulzeiten verkehren auch zusätzliche Fahrzeuge des Alstom Coradia Continental Baureihe 440 nach Haßfurt.
| Linie                                      | Verlauf | Verlauf | Verlauf | Taktfrequenz                | Fahrzeugmaterial                   | Betreiber                              |
| ------------------------------------------ | --- | --- | --- | --------------------------- | ---------------------------------- | -------------------------------------- |
| RE19                                       | Nürnberg – Fürth – Erlangen – Forchheim – Hirschaid – Bamberg – Coburg                                              | – Rödental – Sonneberg                                                                                              | – Rödental – Sonneberg                                                                                              | Stundentakt                 | Siemens Desiro HC (Baureihe 4462)  | DB Regio AG Bayern                     |
| RE 29                                      | Nürnberg – Fürth – Erlangen – Forchheim – Hirschaid – Bamberg – Coburg                                              | – Coburg Nord – Erfurt                                                                                              | – Coburg Nord – Erfurt                                                                                              | fünf Zugpaare               | Siemens Desiro HC (Baureihe 4462)  | DB Regio AG Bayern                     |
| RE14                                       | Nürnberg – Fürth – Erlangen – Forchheim – Hirschaid – Bamberg                                                       | – Lichtenfels – | – Saalfeld | Stundentakt                 | Siemens Desiro HC (Baureihe 1462)  | DB Regio AG Bayern                     |
| RE 28                                      | Nürnberg – Fürth – Erlangen – Forchheim – Hirschaid – Bamberg                                                       | – Lichtenfels – | – Coburg – Sonneberg                                                                                                | Zweistundentakt             | Siemens Desiro HC (Baureihe 1462)  | DB Regio AG Bayern                     |
| RE20                                       | Nürnberg – Fürth – Erlangen – Forchheim – Hirschaid – Bamberg                                                       | – Haßfurt – Schweinfurt – Würzburg                                                                                  | – Haßfurt – Schweinfurt – Würzburg                                                                                  | Zweistundentakt             | Siemens Desiro HC (Baureihe 1462)  | DB Regio AG Bayern                     |
| RE38                                       | Bamberg – Lichtenfels – Neuenmarkt-Wirsberg – Trebgast – Bayreuth – Pegnitz – Nürnberg                              | Bamberg – Lichtenfels – Neuenmarkt-Wirsberg – Trebgast – Bayreuth – Pegnitz – Nürnberg                              | Bamberg – Lichtenfels – Neuenmarkt-Wirsberg – Trebgast – Bayreuth – Pegnitz – Nürnberg                              | Zweistundentakt             | Baureihe 612 (RegioSwinger)        | DB Regio AG Bayern                     |
| RE35                                       | Bamberg – Lichtenfels – Neuenmarkt-Wirsberg – Hof                                                                   | Bamberg – Lichtenfels – Neuenmarkt-Wirsberg – Hof                                                                   | Bamberg – Lichtenfels – Neuenmarkt-Wirsberg – Hof                                                                   | Zweistundentakt             | Baureihe 612 (RegioSwinger)        | DB Regio AG Bayern                     |
| RE32                                       | Bamberg – Lichtenfels – Neuenmarkt-Wirsberg – Trebgast – Bayreuth                                                   | Bamberg – Lichtenfels – Neuenmarkt-Wirsberg – Trebgast – Bayreuth                                                   | Bamberg – Lichtenfels – Neuenmarkt-Wirsberg – Trebgast – Bayreuth                                                   | ein Zug                     | Baureihe 612 (RegioSwinger)        | DB Regio AG Bayern                     |
| RE54                                       | (Lichtenfels –) Bamberg – Haßfurt – Schweinfurt – Würzburg – Gemünden – Aschaffenburg – Hanau – Maintal – Frankfurt | (Lichtenfels –) Bamberg – Haßfurt – Schweinfurt – Würzburg – Gemünden – Aschaffenburg – Hanau – Maintal – Frankfurt | (Lichtenfels –) Bamberg – Haßfurt – Schweinfurt – Würzburg – Gemünden – Aschaffenburg – Hanau – Maintal – Frankfurt | Zweistundentakt             | Baureihe 445 (Twindexx Vario)      | DB Regio AG Bayern                     |
| RE55                                       | Bamberg – Haßfurt – Schweinfurt – Gemünden – Aschaffenburg – Hanau – Offenbach – Frankfurt                          | Bamberg – Haßfurt – Schweinfurt – Gemünden – Aschaffenburg – Hanau – Offenbach – Frankfurt                          | Bamberg – Haßfurt – Schweinfurt – Gemünden – Aschaffenburg – Hanau – Offenbach – Frankfurt                          | zwei Zugpaare am Wochenende | Baureihe 445 (Twindexx Vario)      | DB Regio AG Bayern                     |
| RE55                                       | (Frankfurt – Offenbach – Hanau –) Aschaffenburg – Würzburg – Schweinfurt – Haßfurt – Bamberg (– Lichtenfels)        | (Frankfurt – Offenbach – Hanau –) Aschaffenburg – Würzburg – Schweinfurt – Haßfurt – Bamberg (– Lichtenfels)        | (Frankfurt – Offenbach – Hanau –) Aschaffenburg – Würzburg – Schweinfurt – Haßfurt – Bamberg (– Lichtenfels)        | einzelne Züge               | Baureihe 445 (Twindexx Vario)      | DB Regio AG Bayern                     |
| RB53                                       | (Schlüchtern – Jossa – Gemünden –) Würzburg – Schweinfurt – Haßfurt – Bamberg                                       | (Schlüchtern – Jossa – Gemünden –) Würzburg – Schweinfurt – Haßfurt – Bamberg                                       | (Schlüchtern – Jossa – Gemünden –) Würzburg – Schweinfurt – Haßfurt – Bamberg                                       | Zweistundentakt             | Baureihe 440 (Coradia Continental) | DB Regio AG Bayern                     |
| RB53                                       | (Jossa – Gemünden – Würzburg – Schweinfurt –) Haßfurt – Bamberg                                                     | (Jossa – Gemünden – Würzburg – Schweinfurt –) Haßfurt – Bamberg                                                     | (Jossa – Gemünden – Würzburg – Schweinfurt –) Haßfurt – Bamberg                                                     | Zweistundentakt             | Baureihe 440 (Coradia Continental) | DB Regio AG Bayern                     |
| RB25                                       | Kronach – Lichtenfels – Bamberg                                                                                     | Kronach – Lichtenfels – Bamberg                                                                                     | Kronach – Lichtenfels – Bamberg                                                                                     | Stundentakt                 | Siemens Desiro HC (Baureihe 1462)  | DB Regio AG Bayern                     |
| RB26                                       | (Forchheim –) Bamberg – Breitengüßbach – Ebern                                                                      | (Forchheim –) Bamberg – Breitengüßbach – Ebern                                                                      | (Forchheim –) Bamberg – Breitengüßbach – Ebern                                                                      | Stundentakt                 | Baureihe 650 (Regio-Shuttle RS 1)  | agilis Verkehrsgesellschaft (agilis V) |
| RB22                                       | Bamberg – Forchheim – Ebermannstadt                                                                                 | Bamberg – Forchheim – Ebermannstadt                                                                                 | Bamberg – Forchheim – Ebermannstadt                                                                                 | ein Zugpaar                 | Baureihe 650 (Regio-Shuttle RS 1)  | agilis Verkehrsgesellschaft (agilis V) |
| RB24                                       | Bamberg – Lichtenfels – Kulmbach – Neuenmarkt-Wirsberg – Trebgast – Bayreuth                                        | Bamberg – Lichtenfels – Kulmbach – Neuenmarkt-Wirsberg – Trebgast – Bayreuth                                        | Bamberg – Lichtenfels – Kulmbach – Neuenmarkt-Wirsberg – Trebgast – Bayreuth                                        | ein Zug                     | Baureihe 650 (Regio-Shuttle RS 1)  | agilis Verkehrsgesellschaft (agilis V) |
| Stand: kleiner Fahrplanwechsel Sommer 2024 | | | |                             |                                    |                                        |

### S-Bahn-Verkehr
Die Linie S1 der S-Bahn Nürnberg endet im Stundentakt in Bamberg.
| VGN-Linie | Strecke | Takt   | Fahrzeugmaterial |
| --------- | --- | ------ | ---------------- |
| S1        | Bamberg – Strullendorf – Hirschaid – Buttenheim – Eggolsheim – Forchheim (Oberfr – Kersbach (Oberfranken) – Baiersdorf – Bubenreuth – Erlangen – Erlangen Paul-Gossen-Straße – Erlangen-Bruck – Eltersdorf – Vach – Fürth Klinikum – Fürth Hbf – Nürnberg Rothenburger Str. – Nürnberg-Steinbühl – Nürnberg Hbf – Feucht – Feucht Ost – Ochenbruck – Mimberg – Burgthann – Oberferrieden – Postbauer-Heng – Pölling – Neumarkt (Oberpf) Stand: Fahrplanwechsel Dezember 2023 | 60 min | DB 1440          |

### ÖPNV-Anbindung
Die Bushaltestelle Bahnhof/Ludwigstr südlich des Empfangsgebäudes wird von neun Stadtbuslinien der Stadtwerke Bamberg angefahren. Ein Großteil davon verkehrt werktags im 15-Minuten-Takt. Der Zentrale Omnibusbahnhof im Stadtzentrum ist dadurch etwa alle drei bis fünf Minuten mit dem Bus zu erreichen. Darüber hinaus befinden sich die Haltestellen Bahnhof/Post, Bahnhof/Atrium in unmittelbarer Nähe des Bahnhofs und vor dem Gebäude Bahnhofsvorplatz. Dort verkehren auch regionale Buslinien anderer Betreiber, mehrere Fernbuslinien und der DB-Tochter Frankenbus (vormals OVF). Auf dem Bahnhofsvorplatz vor dem Empfangsgebäude sind Taxis erreichbar. Zur Eröffnung des Durchgangstunnels im März 2012 wurde die Haltestelle Brennerstraße in Bahnhof/Brennerstr umbenannt.
Folgende Linien sind in Bahnhofsnähe direkt erreichbar bzw. der Bahnhof kann von folgenden Linien direkt erreicht werden:
| Linie                 | Betreiber                  | Linienverlauf | Haltestelle                                                                                            | Taktung                      | Taktung                      |
| Linie                 | Betreiber                  | Linienverlauf | Haltestelle                                                                                            | HVZ                          | NVZ                          |
| StadtBus              | StadtBus                   | StadtBus | StadtBus                                                                                               | StadtBus                     | StadtBus                     |
| --------------------- | -------------------------- | --- | --- | ---------------------------- | ---------------------------- |
| 901                   | STWB                       | (Klinikum –) Stadtmitte ZOB – Bahnhof – Kloster-Banz-Straße – Gartenstadt | Bahnhof/Ludwigstraße                                                                                   | 15                           | 30                           |
| 902                   | STWB                       | Stadtmitte ZOB – Bahnhof – Stadion (– Kastanienstraße) | Bahnhof/Ludwigstraße und Bahnhof/Brennerstraße                                                         | 15                           | 30/60                        |
| 907                   | STWB                       | Stadtmitte ZOB – Bahnhof – Feldkirchenstraße – Memmelsdorf – Drosendorf | Bahnhof/Ludwigstraße                                                                                   | 30                           | 60                           |
| 911                   | STWB                       | Stadtmitte ZOB – Bahnhof – Graf-Stauffenberg-Schulen – Herzstraße | Bahnhof/Post (stadtauswärts), Bahnhof/Ludwigstraße sowie Bahnhof/Brennerstraße (stadteinwärts)         | 20                           | 40                           |
| 914                   | STWB                       | Stadtmitte ZOB – Bahnhof – Feldkirchenstraße – Kronacher Straße P+R – Gundelsheim | Bahnhof/Ludwigstraße                                                                                   | 60                           | -                            |
| 917                   | STWB                       | Stadtmitte ZOB – Bahnhof – Memmelsdorf – Laubend | Bahnhof/Ludwigstraße                                                                                   | *k. T.                       | -                            |
| 919                   | STWB                       | Anruf-Linien-Taxi: Bahnhof – Hafen | Bahnhof/Post                                                                                           | *k. T.                       | -                            |
| 923                   | STWB                       | Stadtmitte ZOB – Bahnhof – Malerviertel – AEO – Birkenallee | Bahnhof/Ludwigstraße sowie Bahnhof/Brennerstraße                                                       | 30                           | -                            |
| 927                   | STWB                       | Stadtmitte ZOB – Bahnhof – Memmelsdorf – Schammelsdorf | Bahnhof/Ludwigstraße                                                                                   | *k. T.                       | -                            |
| 931                   | STWB                       | Stadtmitte ZOB – Bahnhof – Universität – Kronacher Straße P+R | Bahnhof/Ludwigstraße                                                                                   | 10/15                        | 15/20                        |
| NachtBus              |                            | | |                              |                              |
| 935                   | STWB                       | Stadtmitte ZOB – Bahnhof – Feldkirchenstraße – Kronacher Straße P+R – Gartenstadt – Bambados – Pödeldorfer Str. – Bahnhof – Stadtmitte ZOB | Bahnhof/Ludwigstraße (stadtauswärts), Bahnhof/Ludwigstraße sowie Bahnhof/Brennerstraße (stadteinwärts) | –                            | 40 (ab 20 Uhr)               |
| Regional-/ÜberlandBus |                            | | |                              |                              |
| 940                   | Hasler Reisen              | Bahnhof – Stadtmitte – Hallstadt – Kemmern | Bahnhof/Vorplatz                                                                                       | *kein Takt                   | *kein Takt                   |
| 941                   | Bernhard Hümmer            | Bahnhof – Stadtmitte – Hallstadt – Breitengüßbach – Baunach – Dorgendorf – Priegendorf – Reckenneusig – Reckendorf – Laimbach – Gerach – Mauschendorf – Salmsdorf – Goggelgereuth – Kirchlauter – Neubrunn – Breitbrunn | Bahnhof/Atrium                                                                                         | *kein Takt                   | *kein Takt                   |
| 950 960               | OVF / STWB                 | (Gesamtverkehr mit Fahrten der Linien 904, 952, 956 und 957) Bahnhof – Stadtmitte – Laubanger – Hallstadt – Dörfleins | Bahnhof/Vorplatz                                                                                       | *kein Takt                   | *kein Takt                   |
| 952                   | Basel Reisen               | (Deutsches Haus –) Bahnhof – Hallstadt – Dörfleins – Unterhaid – Staffelbach – Stettfeld – Ebelsbach – Eltmann (– Limbach – Sand – Knetzgau) | Bahnhof/Vorplatz                                                                                       | *kein Takt                   | *kein Takt                   |
| 952                   | Basel Reisen               | Markusplatz/Bahnhof – Bischberg – Viereth-Trunstadt – Roßstadt – Dippach – Eschenbach – Eltmann (– Limbach – Sand – Knetzgau) | Bahnhof/Vorplatz                                                                                       | *kein Takt                   | *kein Takt                   |
| 956                   | Bernhard Hümmer            | Bahnhof – (Laubanger –) Hallstadt – Kemmern – Breitengüßbach – Baunach – (Dorgendorf – Priegendorf –) Reckenneusig – Reckendorf – Gerach (– Mauschendorf – Rentweinsdorf) (– Ebern – Maroldsweisach) | Bahnhof/Vorplatz                                                                                       | ein Buspaar                  | -                            |
| 957                   | OVF                        | Bahnhof – Laubanger – Hallstadt – Kemmern – Breitengüßbach – Unteroberndorf – Zückshut – Hohengüßbach (– Ebing – Rattelsdorf – Höfen – Freudeneck – Medlitz – Mürsbach) – Lahm Bei Hochwasser im Itzgrund werden die eingeklammerten Halte nicht bedient | Bahnhof/Vorplatz                                                                                       | *kein Takt                   | *kein Takt                   |
| 963                   | OVF                        | (Deutsches Haus –) Bahnhof – Feldkirchenstraße – Lichteneiche – Gundelsheim – Weichendorf – Memmelsdorf – Meedensdorf – Schmerldorf – Drosendorf – Straßgiech – Starkenschwind – Pünzendorf – Peulendorf – Scheßlitz (– Weismain) | Bahnhof/Vorplatz                                                                                       | *kein Takt                   | *kein Takt                   |
| 969                   | OVF                        | (Deutsches Haus – Stadtmitte –) Bahnhof – Feldkirchenstraße – Lichteneiche – Gundelsheim – Weichendorf – Memmelsdorf – Drosendorf – Straßgiech – Scheßlitz – Würgau – Kübelstein – Hohenhäusling – Steinfeld – Rosdorf a. B. – Gräfenhäusling – Schederndorf – Wölkendorf – Stadelhofen – Wotzendorf – Eichenhüll – Hollfeld | Bahnhof/Vorplatz                                                                                       | *kein Takt                   | *kein Takt                   |
| 969                   | OVF                        | (Deutsches Haus –) Bahnhof – Feldkirchenstraße – Lichteneiche – Gundelsheim – Weichendorf – Memmelsdorf – Drosendorf – Straßgiech – Scheßlitz – Würgau – Kübelstein – Hohenhäusling – Steinfeld – Königsfeld – Treunitz – Wiesentfeld – Loch – Freienfels – Neidenstein – Hollfeld | Bahnhof/Vorplatz                                                                                       | *kein Takt                   | *kein Takt                   |
| 970                   | Metzner-Hennemann          | (Stadtmitte –) Bahnhof – (Wilhelmsplatz –) Kloster-Langheim-Straße – Stadion – Kunigundenruh – Pödeldorf – Naisa – Litzendorf (– Schammelsdorf – Lohndorf – Tiefenellern) – Melkendorf – Geisfeld – Roßdorf am Forst / – Neundorf (Scheßlitz) – Laibarös – Huppendorf – Königsfeld – Poxdorf – Ludwag – Zeckendorf | Bahnhof/Post Bahnhof/Atrium                                                                            | *kein Takt                   | *kein Takt                   |
| 975                   | OVF                        | (Deutsches Haus –) Bahnhof – Graf-Stauffenberg-Schulen – Robert-Bosch-Str. – (Pödeldorfer Str. – Stadion –) Amlingsstadt – Wernsdorf – Leesten – Mistendorf – Zeegendorf – Teuchatz – Tiefenpölz – Herzogenreuth – Oberleinleiter – Burggrub – Zogendorf – Heiligenstadt | Bahnhof/Post                                                                                           | *kein Takt                   | *kein Takt                   |
| 978                   | OVF                        | Bahnhof – Stadtmitte – Schranne – Laurenziplatz – Würzburger Straße – Hohes Kreuz – Waizendorf – (Höfen – Schadlos – Neuhaus –) (Hirschaid Bahnhof –) Hirschaid Luitpoldstraße – Sassanfahrt – Juliushof 1 – Seußling – Pettstadt / – Eichenhof – Rattelshof – Reundorf – Obergreuth – Untergreuth – Frensdorf (– Vorra – Birkach) / – Hernsdorf – Lonnershof – Wingersdorf – (Wind –) Sambach – Pommersfelden – Steppach – Stolzenroth – Mühlhausen (Erlangen-Höchstadt) – Simmersdorf – Wachenroth – Günthersdorf – Elsendorf – Thüngfeld – Schlüsselfeld | Bahnhof/Vorplatz                                                                                       | *kein Takt                   | *kein Takt                   |
| 979                   | OVF                        | Stegaurach – Birkach – Vorra – Juliushof – Hirschaid – Strullendorf – Heinrichsdamm P+R 913 930 – Stadtmitte – Bahnhof (nur Ausstieg) | Bahnhof/Vorplatz                                                                                       | ein Bus                      | -                            |
| 980                   | OVF                        | 975 – Friesen – Seigendorf – Ketschendorf – Buttenheim – Dreuschendorf – Gunzendorf – Stackendorf – Frankendorf – Tiefenhöchstadt – Kälberberg – Hochstall | Bahnhof/Post                                                                                           | *kein Takt                   | *kein Takt                   |
| 983                   | OVF                        | Bahnhof – Stadtmitte – Schranne – Laurenziplatz – Würzburger Straße – Hohes Kreuz – Waizendorf – Obergreuth – Untergreuth – Frensdorf – Herrnsdorf – Schlüsselau – Röbersdorf – Erlach (– Juliushof – Rothensand – Großbuchfeld – Kleinbuchfeld – Etzelskirchen – Höchstadt – Saltendorf – Bösenbechhofen – Zentbechhofen) / – Höfen – Schadlos – Neuhaus – Pettstadt – Eichenhof – Rattelshof – Reundorf – Frensdorf – Herrnsdorf – Lonnershof – Wingersdorf – Wind – Schweinbach – Sambach – Pommersfelden – Etzelskirchen – Höchstadt                    | Bahnhof/Post Bahnhof/Atrium Bahnhof/Vorplatz                                                           | *kein Takt                   | *kein Takt                   |
| 989                   | OVF                        | Bahnhof – (Waizendorf –) Stegaurach – Walsdorf – Burgebrach – Priesendorf – Rauhenebrach / Oberaurach | Bahnhof / Post                                                                                         | fast Stundentakt             | -                            |
| 990                   | OVF                        | Steigerwald-Express Bahnhof → Frensdorf → Sambach → Schloß Weisenstein → Schlüsselfeld / → Stappenbach → Burgebrach → Mönchsambach → Burgwindheim → Ebrach | Bahnhof/Vorplatz                                                                                       | nur sonntags Mai bis Oktober | nur sonntags Mai bis Oktober |
| 991                   | OVF                        | Bahnhof – Stadtmitte – Schranne – Laurenziplatz – Würzburger Straße – Hohes Kreuz – Debring – (Vorra – Hundshof –) Stappenbach – Unterneuses – Burgebrach – (Treppendorf –) Reichmannsdorf – Untermelsendorf – Obermelsendorf – Thüngfeld – Schlüsselfeld – Rambach – Heuchelheim – Aschbach / – Schatzenhof – Vollmannsdorf – Dürrhof – Dippach – Mönchsambach – Büchelberg – Wolfsbach – Mönchherrnsdorf – Kötsch – Kappel – Burgwindheim – Untersteinbach – Ebrach – Großgressingen                                                                      | Bahnhof/Vorplatz                                                                                       | *kein Takt                   | *kein Takt                   |
| 994                   | MM-Metzner                 | Markusplatz – Deutsches Haus – Bahnhof – (Stadtmitte – Am Kranen – Stadtarchiv) Gaustadt – (Bischberg 906 –) Trosdorf – Tütschengereuth – Triefenbach (– Lisberg) – Trabelsdorf – Neuhausen – Priesendorf (– Lisberg) | Bahnhof/Atrium                                                                                         | *kein Takt                   | *kein Takt                   |
| 995                   | Basel Reisen               | Bahnhof – Stadtmitte (– Deutsches Haus) – Markusplatz (– Stadtarchiv) – Gaustadt – Bischberg 906 (– Trosdorf Industriegebiet) – Viereth – Trunstadt | Bahnhof/Atrium                                                                                         | fast Stundentakt             | Zwei- stundentakt            |
| FernBus               |                            | | |                              |                              |
| L 034                 | Flix                       | Nürnberg – Erlangen – Bamberg – Berlin | Bahnhof (Brennerstraße)                                                                                | 4× / Woche                   | 4× / Woche                   |
| L 068                 | Flix                       | Prag – Karlsbad – Eger – Marktredwitz – Bischofsgrün – Bayreuth – Hollfeld – Bamberg – Schweinfurt – Würzburg – Frankfurt | Bahnhof (Brennerstraße)                                                                                | täglich                      | täglich                      |
| L 068                 | Flix                       | Bayreuth – Bamberg – Schweinfurt – Würzburg – Frankfurt – Köln Süd (Airport) – Düsseldorf – Duisburg – Isselburg – Utrecht – Amsterdam | Bahnhof (Brennerstraße)                                                                                | täglich                      | täglich                      |
| N 1326                | Flix                       | Warschau – Posen – Berlin – Himmelkron – Bamberg – Schweinfurt – Würzburg – Kornwestheim – Karlsruhe – Kehl – Straßburg – Colmar – Mulhouse – Belfort – Besançon – Lyon Perrache | Bahnhof (Brennerstraße)                                                                                | täglich                      | täglich                      |
| N 1222                | Flix                       | Warschau – Lodsch – Breslau – Dresden – Bayreuth – Bamberg – Schweinfurt – Würzburg – Heilbronn – Kornwestheim – Stuttgart – Ulm | Bahnhof (Brennerstraße)                                                                                | 4× / Woche                   | 4× / Woche                   |
| SIN-03EX              | Sindbad Polen              | Aschaffenburg – Würzburg – Schweinfurt – Bamberg – Zgorzelec – Okniany – Legnica – Lubin – Polkowice – Glogow – Wschowa – Leszno | Bahnhof/Vorplatz                                                                                       | täglich                      | täglich                      |
| SIN-04EX              | Sindbad Polen              | Heidenheim an der Brenz – Aalen – Crailsheim – Rothenburg ob der Tauber – Schweinfurt – Bamberg – München – Dresden – Zgorzelec – Okniany – Legnica – Lubin – Polkowice – Glogow – Wschowa – Leszno – Breslau – Olawa – Brzeg – Opole | Bahnhof/Vorplatz                                                                                       | 2× wöchentlich               | 2× wöchentlich               |
| SIN-11FREX            | Sindbad Polen              | Karlsruhe – Stuttgart – Heilbronn – Würzburg – Bamberg – Słubice – Stettin – Danzig | Bahnhof/Vorplatz                                                                                       | täglich                      | täglich                      |
| 032B                  | Srbija Tours International | Essen – Duisburg – Düsseldorf – Köln – Frankfurt – Schweinfurt – Bamberg – Nürnberg – Regensburg --> Richtung Serbien | Bahnhof/Vorplatz                                                                                       | 3× wöchentlich               | 3× wöchentlich               |
| 041B                  | Srbija Tours International | Hannover – Bielefeld – Paderborn – Kassel – Fulda – Schweinfurt – Bamberg – Nürnberg – Regensburg --> Richtung Serbien | Bahnhof/Vorplatz                                                                                       | täglich                      | täglich                      |